# Zdroje (gmina)
Zdroje – dawna gmina wiejska istniejąca w latach 1945–1948 w woj. szczecińskim (dzisiejsze woj. zachodniopomorskie). Siedzibą władz gminy były Zdroje (obecnie jest to dzielnica Szczecina).
Gmina Zdroje powstała po II wojnie światowej na terenie tzw. Ziem Odzyskanych (tzw. III okręg administracyjny – Pomorze Zachodnie). 28 czerwca 1946 gmina –  jako jednostka administracyjna powiatu gryfińskiego – weszła w skład nowo utworzonego woj. szczecińskiego.
Gminę zniesiono 1 maja 1948, a jej obszar, składający się z czterech gromad - Zdroje, Klęskowo, Kijewo i Warnenka - włączono do miasta Szczecina.